# Sergio Rafael Silvestre Cevallos Ferriz
Sergio Cevallos Ferriz (nacido como Sergio Rafael Silvestre Cevallos Ferriz, el 31 de diciembre de 1954 en Ciudad de México, México) es un investigador/profesor paleobotánico mexicano del Instituto de Geología de la Universidad Nacional Autónoma de México.  Su interés se dirige al conocimiento de las plantas que crecieron en el pasado geológico en México discutiendo la forma en que estas se asociaron e interactuaron con el medio físico para finalmente dar lugar a la megabiodiversidad característica del México actual. 

## Reseña biográfica
Nació en la Ciudad de México el 31 de diciembre de 1954. Realizó la licenciatura en Biología en la Facultad de Ciencias en la UNAM. Sus estudios de Maestría y Doctorado se enfocaron en Botánica con especialización en Paleobotánica por la Universidad de Alberta, Canadá. 
Actualmente es Investigador Titular “C” de Tiempo Completo del Instituto de Geología, UNAM, PRIDE D en el Programa de Primas de Desempeño del Personal académico de Tiempo Completo de la UNAM, investigador Emérito por el Sistema Nacional de Investigadores y Profesor de Asignatura de la Facultad de Ciencias.  
Cuenta con más de 135 trabajos de investigación original publicados en revistas internacionales y/o patrón de excelencia de CONACYT. Además, se interesa por la divulgación, contando con 13 publicaciones y 10 libros; ha coeditado otro par de libros y es autor de 8 capítulos de libro.
Gusta de la impartición de cursos, habiendo sido profesor de licenciatura tanto en la Universidad de Alberta como en la UNAM y de posgrado en esta última. Entre sus cursos destacan: Plant Biology, Paleobotany, Plant Morphology, Paleobotánica, Biología Vegetal, Paleobiología y Taller de Paleontología. Es impulsor de compartir el conocimiento nuevo lo que lo lleva a participar numerosos foros nacionales e internacionales de su especialidad y ha organizado reuniones, ciclos de conferencias y simposia a nivel nacional e internacional. 
La convivencia con estudiantes le ha permitido ser tutor principal de ca. 37 tesis de licenciatura y posgrado y actualmente se encuentran 7 tesis en desarrollo de ambos niveles. Ellos le regalan satisfacciones como verlos incorporarse como investigadores independientes a distintos institutos de investigación. Su carrera académica ha sido apoyada a través de proyectos financiados por la DGAPA (PAPIIT PAPIME)-UNAM, y CONACYT,  en donde ha desarrollado sus áreas de interés: Plantas cretácicas y cenozoicas de México y sus nexos con América del Centro y del Sur, así como con el Caribe. 
En los últimos años ha iniciado a investigar plantas del Jurásico de México a través de detalladas observaciones morfológicas y anatómicas de las plantas fósiles y actuales, especialmente de macrofósiles como son hojas, maderas, conos, flores, frutos y semillas. Con sus estudiantes ha presentado la reconstrucción de plantas fósiles completas y elaborado una página web Archivado el 24 de julio de 2021 en Wayback Machine. sobre arquitectura foliar y un canal de YouTube con videos de divulgación sobre la paleobotánica. La hipótesis de trabajo que ha motivado su quehacer académico se centra en que los procesos geológicos impulsan/deprimen a los procesos biológicos, y son fuente invaluable para la evolución biológica al generar importantes y variadas presiones de selección. Con base en esta idea observa la los fósiles, procurando encontrar señales en la morfología o anatomía relacionadas con la fisiología de las plantas del pasado, ampliando la relaciones entre las plantas y comunidades actuales y del pasado encontrando propuestas que explican los cambios de estas a través del tiempo.

## Distinciones
- Investigador Emérito del Sistema Nacional de Investigadores

## Publicaciones recientes
- Breña Ochoa, Alejandra; Cevallos Ferriz, Sergio R. S. (2021). «Organ reconstruction and systematic relationships of Late Cretaceous palm stems and roots». Journal of Systematic Palaeontology. doi:10.1080/14772019.2021.1938263.

- Hernández Damián, Ana Lilia; Gómez Acevedo, Sandra Luz; Cevallos Ferriz, Sergio Rafael Silvestre (2021). «Fossil record of Celastraceae: evaluation and potential use inmolecular calibrations». Botanical Sciences. doi:10.17129/botsci.2802.

- Rubalcava Knoth, Marco A.; Cevallos Ferriz, Sergio R. S. (2021). «Paleoclimate and paleoecology of the Upper Oligocene Tehuacán Formation, Puebla State, Mexico, as determined from wood anatomical characters». Paleontología electrónica. doi:10.26879/1136.

- Cevallos Ferriz, Sergio R. S.; Santa Catharina, Amanda; Kneller, Ben (2021). «Cretaceous Lauraceae wood from El Rosario, Baja California, Mexico». Review of Palaeobotany and Palynology. doi:10.1016/j.revpalbo.2021.104478.

- Ríos Santos, César; Cevallos Ferriz, Sergio R. S.; Pujana, Roberto R. (2020). «Cupressaceous woods in the Upper Cretaceous Cabullona Group in Fronteras, Sonora, Mexico». Journal of South American Earth Sciences. doi:10.1016/j.jsames.2020.102756.

- Cevallos Ferriz, Sergio R. S.; Ríos Santos, César; Lozano García, Socorro (2019). «Abies cuitlahuacii sp. nov. a mummified Late Quaternary fossil wood from Chalco, Mexico». Boletín de la Sociedad Geológica Mexicana. doi:10.18268/bsgm2019v71n1a10.

- Huerta Vergara, Alma Rosa; Cevallos Ferriz, Sergio R. S. (2018). «Vegetative and reproductive organs of Late Cretaceous Pinus spp. from Esqueda, Sonora, Mexico». Review of Palaeobotany and Palynology. doi:10.1016/j.revpalbo.2018.10.003.

- Cevallos Ferriz, Sergio R. S.; Huerta Vergara, Alma Rosa (2018). «Una historia de éxito: biodiversidad a través de fósiles». Revista Especializada en Ciencias Químico-Biológicas. doi:10.22201/fesz.23958723e.2018.0.158.

## Libros publicados
- Cevallos Ferriz, Sergio R. S.; Huerta Vergara, Alma Rosa (2017). Paleobiología, Interpretando Procesos de la vida pasada Tomo I. Dirección General de Publicaciones y Fomento Editorial, UNAM. ISBN 978-607-02-9350-4.

- Cevallos Ferriz, Sergio R. S.; Huerta Vergara, Alma Rosa (2017). Paleobiología, Interpretando Procesos de la vida pasada Tomo 2. Dirección General de Publicaciones y Fomento Editorial, UNAM. ISBN 978-607-02-9347-4.

- Buitrón Sánchez, Blanca E.; Huerta Vergara, Alma Rosa; Silva Pineda, Alicia; Cevallos Ferriz, Sergio, R. S. (2017). Paleontología de México, Plantas vasculares fósiles. Facultad de Ingeniería. ISBN 968-36-8587-0.

- Cevallos Ferriz, Sergio R. S.; Huerta Vergara, Alma Rosa; Hernández Damián, Ana Lilia; López Pérez, Ruth (2015).  Universidad Nacional Autónoma de México, ed. Yerba Mala Nunca Muere, y no por Mala. ISBN 978-607-02-6491-7.

- Cevallos Ferriz, Sergio R. S.; Calvillo Canadell, Laura (2012). La historia que cuentan las plantas. Dirección General de Publicaciones y Fomento Editorial, UNAM. ISBN 978-607-02-4022-5.

- Cevallos Ferriz, Sergio R. S.; Nieto López, Itzia Eréndira; Avendaño Gil, Javier; Calvillo Canadell, Laura (2011). Animales del Pasado de Chiapas: Antecedentes de su biodiversidad. Dirección General de Publicaciones y Fomento Editorial. ISBN 978-607-02-2322-8.

- Cevallos Ferriz, Sergio R. S.; Calvillo Canadell, Laura (2010). Ámbar, recinto de vida, resguardo de biodiversidad. Dirección General de Publicaciones y Fomento Editorial, UNAM. ISBN 978-607-02-1535-3.

## Referencias

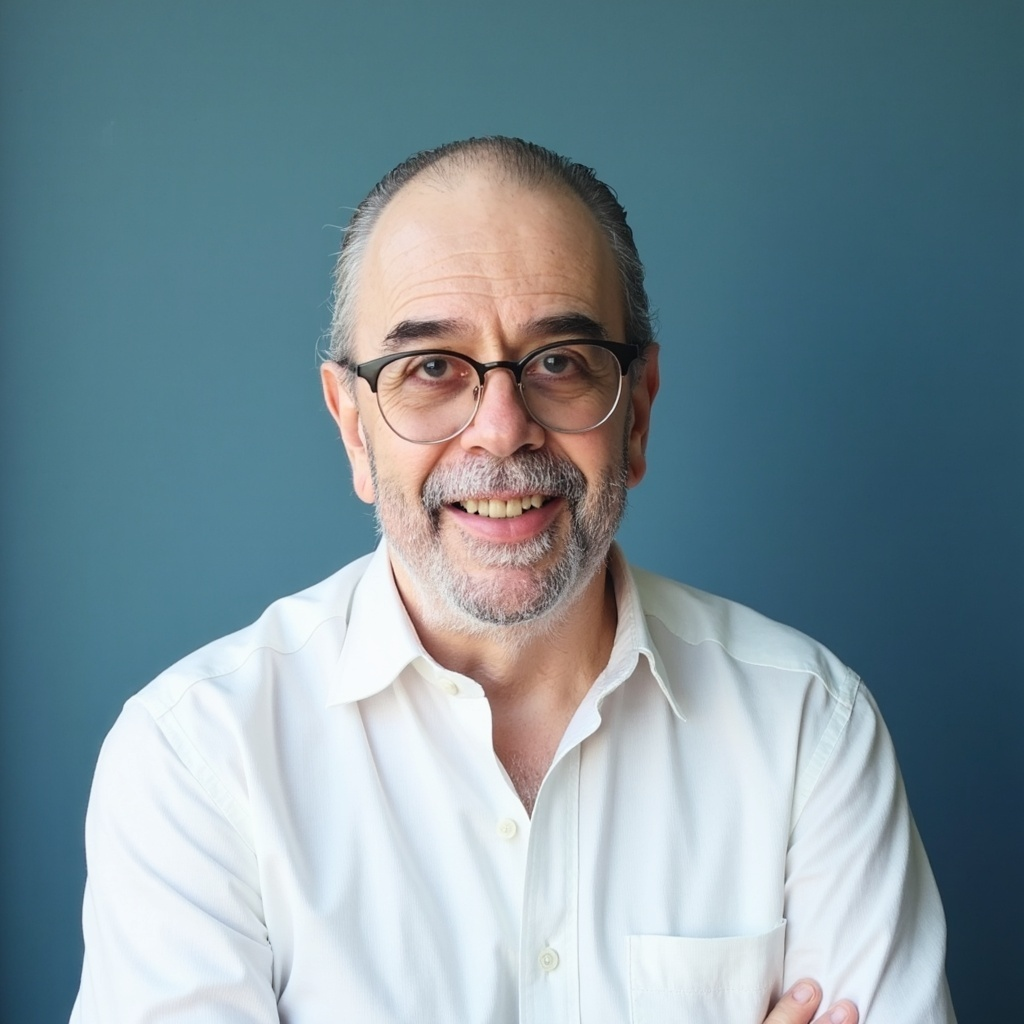
Sergio Rafael Silvestre Cevallos Ferriz